# 蒂莫·布洛姆奎斯特
蒂莫·布洛姆奎斯特（瑞典語：Timo Blomqvist，1961年1月23日—），芬兰男子冰球运动员。他曾代表芬兰国家队参加1988年和1992年冬季奥林匹克运动会冰球比赛，其中1988年冬季奥运会获得一枚银牌。